# Similipepsis typica
Similipepsis typica là một loài bướm đêm thuộc họ Sesiidae. Nó được biết đến ở Cameroon, Guinea Xích Đạo, Sierra Leone và Zimbabwe.